# パーンドゥアー
パーンドゥアー（ベンガル語：পান্ডুয়া、Pandua）は、インドの西ベンガル州、マールダー県の都市。

## 歴史
この都市はシャムスッディーン・フィールーズ・シャーによって建設された
その後、シャムスッディーン・イリヤース・シャーがベンガル・スルターン朝を創始すると、ガウルとパーンドゥアーを首都とした。
1453年、ナーシルッディーン・マフムード・シャーはガウルのみを首都とし、パーンドゥアーは以後首都としては使用されなくなった。